# Comuna Armașivka, Șîreaieve
Armașivka (în ucraineană Армашівка) este o comună în raionul Șîreaieve, regiunea Odesa, Ucraina, formată din satele Armașivka (reședința), Berdînove, Jovtneve și Jukovske.

## Demografie
Componența lingvistică a comunei Ordjonikidze
     Ucraineană (95,24%)
     Rusă (3,04%)
     Română (1,21%)
     Alte limbi (0,3%)
Conform recensământului din 2001, majoritatea populației comunei Ordjonikidze era vorbitoare de ucraineană (95,24%), existând în minoritate și vorbitori de rusă (3,04%) și română (1,21%).